# Physalospora hyperborea
Physalospora hyperborea är en lavart som beskrevs av Johann Andreas Bäumler. Physalospora hyperborea ingår i släktet Physalospora, och familjen Hyponectriaceae. Arten är reproducerande i Sverige.